# Agalinis linifolia
Agalinis linifolia är en snyltrotsväxtart som först beskrevs av Thomas Nuttall, och fick sitt nu gällande namn av Britt.. Agalinis linifolia ingår i släktet Agalinis och familjen snyltrotsväxter. Inga underarter finns listade i Catalogue of Life.